# Dorilau Tàctic
Dorilau Tàctic (Dorylaus Δορύλαος) fou un general de Mitridates V Evergetes. El rei el va enviar diverses vegades a Tràcia i Grècia per reclutar mercenaris per l'exèrcit reial.
A finals del segle ii aC va anar a Creta on Cnossos era a la vora de la guerra amb Gortina i fou nomenat general en cap de l'exèrcit de Cnossos amb el que va obtenir la victòria rebent llavors grans honors. Assassinat Mitridates V, i poc amic de la vídua que va assolir la regència, va restar a Cnossos on va néixer una filla i dos fills (Lagetes i Estratarques).
El jove rei Mitridates VI Eupator va créixer junt amb Dorilau, el nebot de Dorilau Tàctic i quan va ser rei el va nomenar sacerdot de Ma a Comana del Pont, dignitat que era la segona més important del regne. Dorilau Tàctic va morir abans de la majoria d'edat de Mitridates VI Eupator. Els seus fills Lagetes i Estratarques van rebre honors del rei. La filla de Dorilau fou l'àvia del geògraf Estrabó.